# Bouw
Bouw var ett gammalt ytmått i Nederländska Ostindien, motsvarande 7.096,47 kvadratmeter. 4 bouw motsvarade 1 djong eller jonke.